# Université de Windsor
L'Université de Windsor (en anglais, University of Windsor) est une institution d'enseignement supérieur de langue anglaise à Windsor, en Ontario, qui a été fondée en 1963.

## Histoire
C'est une continuation du Collège de l'Assomption qui date de 1857. Ce fut la première fois que la direction d'une école supérieure passe de l'Église catholique à l'administration civile. Le Collège de l'Assomption devient alors un collège de la nouvelle université.

## Sport
Les Lancers de Windsor sont l'équipe sportive de l'université.

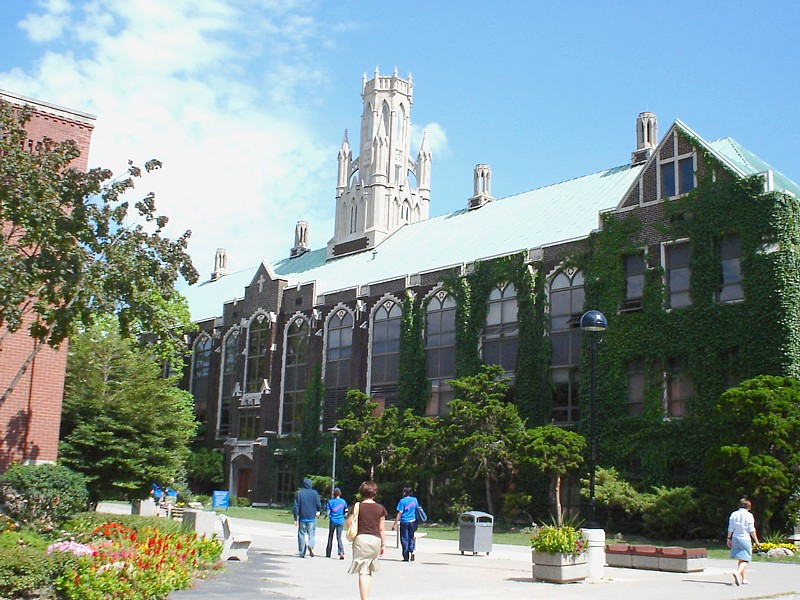
Le Dillon Hall, situé au centre du campus de l'Université de Windsor.

## Personnalités
- Marie Howe, poète et universitaire
- Pierre Granger
- Amanda Tapping
- Charles Coughlin